# 施瓦茨引理
数学上，施瓦茨引理（Schwarz lemma）是複分析中关于定义在单位开圆盘的全纯函数的一个结果，以赫尔曼·阿曼杜斯·施瓦茨命名。这引理不及其他结果有名（例如黎曼映射定理，其证明有用到这引理），但却是能显示全纯函数的刚性的一个简单结果。对于实函数则没有类似的结果。

## 陈述
设{\displaystyle \mathbb {D} =\{z:|z|<1\}}是复平面上以原点为圆心的单位开圆盘。全纯函数{\displaystyle f:\mathbb {D} \to \mathbb {D} }满足{\displaystyle f(0)=0}，则对任意{\displaystyle z\in \mathbb {D} }，{\displaystyle |f(z)|\leq |z|}且{\displaystyle |f'(0)|\leq 1}。此外，如果存在{\displaystyle z}使得{\displaystyle |f(z)|=|z|}，或者{\displaystyle |f'(0)|=1}，则f是一个旋转{\displaystyle f(z)=az}，其中{\displaystyle |a|=1}。
施瓦茨引理表明，若{\displaystyle f(z)}是从单位圆盘到单位圆盘的解析映射，且原点{\displaystyle z=0}为其不动点，则像点{\displaystyle f(z)}到原点的距离比{\displaystyle z}到原点的距离近。如果有一点使得这两个距离相等，那么{\displaystyle f(z)}就一定是一个旋转。如果在单位圆盘内画一个圆心在原点的圆（半径小于1），那么这个圆在{\displaystyle f(z)}映射下的像一定在这个圆所包围的区域内部。

## 证明
证明直接应用最大模原理，设
{\displaystyle g(z)={\begin{cases}{\frac {f(z)}{z}}\,&{\mbox{if }}z\neq 0\\f'(0)&{\mbox{if }}z=0,\end{cases}}}
则函数{\displaystyle g(z)}在{\displaystyle \mathbb {D} }内全纯，包括原点（由于f(0) = 0且f是全纯函数）。设{\displaystyle \mathbb {D} _{r}=\{z:|z|\leq r\}}为圆心在原点半径为{\displaystyle r<1}的闭圆盘。根据最大模原理，对任意{\displaystyle z\in \mathbb {D} _{r}}存在边界上一点{\displaystyle z_{r}}，使得：
{\displaystyle |g(z)|\leq |g(z_{r})|={\frac {|f(z_{r})|}{|z_{r}|}}\leq {\frac {1}{r}}}
当r趋于1时，得到|g(z)| ≤ 1。
而且，如果在{\displaystyle \mathbb {D} }内存在某个不为0的z0，使得g(z0) = 1，那么把最大模原理应用于g，可得g是常数，因此f(z) = kz，其中k是常数且|k| = 1。这在当|f '(0)| = 1时也是正确的。

## 施瓦茨-皮克定理
施瓦茨引理有一个变体称为施瓦茨-皮克定理（Schwarz-Pick theorem），刻画了单位圆盘的解析自同构（即单位圆盘到自身的全纯双射）的特性。
设{\displaystyle f:\mathbb {D} \to \mathbb {D} } 全纯。那么，对所有{\displaystyle z_{1},z_{2}\in \mathbb {D} }，
{\displaystyle \left|{\frac {f(z_{1})-f(z_{2})}{1-{\overline {f(z_{1})}}f(z_{2})}}\right|\leq {\frac {\left|z_{1}-z_{2}\right|}{\left|1-{\overline {z_{1}}}z_{2}\right|}}}，
并且，对任意{\displaystyle z\in \mathbb {D} }，
{\displaystyle {\frac {\left|f'(z)\right|}{1-\left|f(z)\right|^{2}}}\leq {\frac {1}{1-\left|z\right|^{2}}}.}。
以下表达式
{\displaystyle d(z_{1},z_{2})=\tanh ^{-1}\left({\frac {\left|z_{1}-z_{2}\right|}{\left|1-{\overline {z_{1}}}z_{2}\right|}}\right)}
是庞加莱度量下两点{\displaystyle z_{1},z_{2}}的距离。庞加莱度量就是二维双曲几何的庞加莱圆盘模型的度量。这定理本质上就是说单位圆盘到自身的全纯映射会减小各点之间的庞加莱距离。若以上两不等式有一式的等号成立（就是说这个全纯映射保持庞加莱度量下的距离），那么f一定是单位圆盘的解析自同构，由单位圆盘到自身的莫比乌斯变换所给出。
关于上半平面{\displaystyle \mathbb {H} }有一个相似的命题：
设{\displaystyle f:\mathbb {H} \to \mathbb {H} }全纯。那么，对所有{\displaystyle z_{1},z_{2}\in \mathbb {H} }，
{\displaystyle \left|{\frac {f(z_{1})-f(z_{2})}{{\overline {f(z_{1})}}-f(z_{2})}}\right|\leq {\frac {\left|z_{1}-z_{2}\right|}{\left|{\overline {z_{1}}}-z_{2}\right|}}}，
这是上面提到的施瓦茨-皮克定理的简单推论：只要注意到凯莱变换{\displaystyle W(z)=(z-i)/(z+i)}把上半平面{\displaystyle \mathbb {H} }共形地映为单位圆盘{\displaystyle \mathbb {D} }。则{\displaystyle W\circ f\circ W^{-1}}是{\displaystyle \mathbb {D} }到自身的全纯映射，对这个映射使用施瓦茨-皮克定理，并化简，就能得到想要的结果。还有，对所有{\displaystyle z\in \mathbb {H} }
{\displaystyle {\frac {\left|f'(z)\right|}{{\mbox{Im }}f(z)}}\leq {\frac {1}{{\mbox{Im }}z}}.}
若以上两个不等式中有一式等号成立，那么{\displaystyle f}必是实係數的莫比乌斯变换。也就是说，若等号成立，则有
{\displaystyle f(z)={\frac {az+b}{cz+d}}}，
其中{\displaystyle a,b,c,d}是实数，并且{\displaystyle ad-bc>0}。

## 施瓦茨-皮克定理的证明
以下形式的莫比乌斯变换
{\displaystyle {\frac {z-z_{0}}{{\bar {z}}_{0}z-1}},|z_{0}|<1}
把单位圆映到自身。固定{\displaystyle z_{1}}并定义莫比乌斯变换
{\displaystyle M(z)={\frac {z_{1}-z}{1-{\bar {z}}_{1}z}},\varphi (z)={\frac {f(z_{1})-z}{1-{\overline {f(z_{1})}}z}}}
由于{\displaystyle M(z_{1})=0}，且莫比乌斯变换是可逆的，所以复合{\displaystyle \varphi \circ f\circ M^{-1}}把0映为0，把单位圆盘映到自身。从而可以使用施瓦茨引理，得到
{\displaystyle |\varphi \circ f\circ M^{-1}(z)|=\left|{\frac {f(z_{1})-f(M^{-1}(z))}{1-{\overline {f(z_{1})}}f(M^{-1}(z))}}\right|\leq |z|}
记{\displaystyle z_{2}=M^{-1}(z)}，就得到想要的结论
{\displaystyle \left|{\frac {f(z_{1})-f(z_{2})}{1-{\overline {f(z_{1})}}f(z_{2})}}\right|\leq {\frac {\left|z_{1}-z_{2}\right|}{\left|1-{\overline {z_{1}}}z_{2}\right|}}}
要证明定理的第二部分，把上式左边整理成差商的形式
{\displaystyle \left|{\frac {f(z_{1})-f(z_{2})}{z_{1}-z_{2}}}\right|\leq \left|{\frac {1-{\overline {f(z_{1})}}f(z_{2})}{1-{\bar {z}}_{1}z_{2}}}\right|}
令{\displaystyle z_{2}}趋向于{\displaystyle z_{1}}即得。

## 进一步的推广与相关结果
施瓦茨-阿尔福斯-皮克定理给出对双曲流形的类似结果。
De Brange定理，以前称为Bieberbach猜想，是该引理的一个重要推广。
Koebe四分之一定理，给出了f是单值的情况下的一个相关的估计。